# Jon Bon Jovi
Jon Bon Jovi, John Francis Bongiovi Jr, född 2 mars 1962 i Perth Amboy i New Jersey, är en amerikansk sångare, gitarrist, låtskrivare och skådespelare. Hans mamma Carol Sharkey var en före detta modell. Hon träffade hans far, John Francis Bongiovi, då hon tog värvning i USA:s marinkår, där han redan var med. Jon Bon Jovi har två bröder, Anthony och Matthew.
Bon Jovi gick i skola på Saint Joseph High school i New Jersey. Han drömde tidigt om att bli rockstjärna. Hans kusin Tony, hade en skivstudio  som hette The Power Station, där Bon Jovi började spela. Han spelade och sjöng i unga år på olika klubbar och samarbetade med olika band som: The Rest och The Lechers och arbetade även med keyboardisten David Bryan, som senare kom att spela i bandet Bon Jovi. Efter att Bon Jovi slutat skolan arbetade han som vaktmästare under en period. 1983 startade han bandet Bon Jovi.
Jon Bon Jovi är också känd som filantrop och har samarbetat med flera organisationer, bland annat Röda korset för att bekämpa AIDS och höll den 15 juni 2001 en föreläsning i ämnet i Oxford.

## Privatliv
Bon Jovi gifte sig med Dorothea Hurley, som han träffade i high school, den 29 april 1989 i Graceland Chapel i Las Vegas i Nevada. Tillsammans har de fyra barn: Stephanie Rose, Jesse James Louis, Jacob Hurley and Romeo Jon.

## Diskografi
Soloalbum
- 1990 – Blaze of Glory
- 1997 – Destination Anywhere
- 2009 – At the Starland Ballroom Live (live)

Studioalbum med Bon Jovi
- 1984 – Bon Jovi
- 1985 – 7800° Fahrenheit
- 1986 – Slippery When Wet
- 1988 – New Jersey
- 1992 – Keep the Faith
- 1995 – These Days
- 2000 – Crush
- 2002 – Bounce
- 2005 – Have a Nice Day
- 2007 – Lost Highway
- 2009 – The Circle
- 2013 – What About Now
- 2015 – Burning Bridges
- 2016 – This House Is Not for Sale
- 2020 – 2020

## Filmografi (urval)
- 1990 – Young Guns II
- 1995 – Moonlight and Valentino
- 1996 – The Leading Man
- 1997 – Little City
- 1998 – No Looking Back
- 1998 – På farlig mark
- 1999 – Sex and the City, avsnitt Games People Play (gästroll i TV-serie)
- 2000 – U-571
- 2000 – Skicka vidare
- 2002 – Vampires: Los Muertos
- 2002 – Ally McBeal (TV-serie)
- 2005 – Las Vegas, avsnitt Centennial (gästroll i TV-serie)
- 2006 – Vita huset, avsnitt Welcome to Wherever You Are (gästroll i TV-serie)
- 2010 – 30 Rock, avsnitt Anna Howard Shaw Day (gästroll i TV-serie)
- 2011 – New Year's Eve